# モリー先生との火曜日
『モリー先生との火曜日』（原題：Tuesdays with Morrie）はアメリカのジャーナリストのミッチ・アルボムによって書かれたノンフィクションである。難病ALS（筋萎縮性側索硬化症）に侵されたモリー・シュワルツ教授が、死を前にして、かつての教え子であるミッチに贈った「最後の授業」を記録したもので、1997年にアメリカで出版されベスト・セラーとなった。2000年、ニューヨーク・タイムズによるノンフィクション・ベストセラーの一つに選ばれた。
2007年、出版10周年を記念してアルボムが書いた後書きが掲載された新版が発売された。

## 概要
新聞コラムニストのミッチ・アルボムは筋萎縮性側索硬化症（ALS）により死を目前にしているブランダイス大学の78歳の社会学教授、モリー・シュワルツとの日々を詳述する。シュワルツ教授の元生徒であるアルボムは卒業後16年間教授と連絡を取っていなかった。
最初の3章はアルボムとシュワルツの最後の会話への導入、アルボムの卒業の回想、卒業から教授と再会するまでの経緯などが描かれている。
アルボムは子供の頃の将来の夢はピアニストであったが、デトロイト・フリー・プレスのスポーツ・コラムニストとして成功していた。『ナイトライン』でシュワルツのことが取り上げられているのを見てアルボムがシュワルツに電話してみると、シュワルツは16年経っているにも関わらず元生徒のアルボムのことを覚えていた。アルボムはミシガン州からマサチューセッツ州までシュワルツに会いに行きたい衝動に駆られる。新聞社はアルボムがシュワルツに会えるよう毎週火曜日に休暇を与えた。
この本は彼らの14回の面会を基に、シュワルツから受けた補習、人生経験、回想、そして現在のことが描かれている。

## テーマ
シュワルツとアルボムの会話の背景には容認、コミュニケーション、愛、価値、寛容、幸福がある。アルボムは、メディアが煽る死への興味、嫌悪、暴力や絶望など大衆文化の氾濫を越えて自身の文化を構築することが重要であると強調する。W・H・オーデンの詩を引用し、シュワルツは「互いを愛さなければ滅びる」と主張する。
シュワルツとの面会により、アルボムは変わっていく。アルボムはシュワルツに会いに行くたびに生(せい)と健康の象徴である食べ物を持参していた。これはアルボムが、苦しむシュワルツに対してできるせめてものことであった。

## 象徴
シュワルツの容態が悪化するとシュワルツが研究していたハイビスカスも同様に朽ちてくる。これは人生の軌跡を表している。シュワルツは最後の降伏を象徴し「死と睡眠は同じようなもの」という格言を繰り返す。

## 日本語版
いずれも別宮貞徳訳、NHK出版刊。2018年には、刊行20周年を記念し、著者・訳者の新たなあとがきを加えた「愛蔵版」が発売された。
- 『モリー先生との火曜日』1998年　ISBN 978-4-14-080383-7
- 『普及版　モリー先生との火曜日』2004年　ISBN 978-4-14-081007-1
- 『愛蔵版　モリー先生との火曜日』（装幀：坂川栄治＋鳴田小夜子　外函装画：秋山花）2018年　ISBN 978-4-14-081730-8

## オーディオブック
英語のままの著者による朗読のオーディオブックCD4枚組みが2004年6月1日に発売。
日本語訳の愛蔵版のオーディオブックがデータ配信にて岩渕敏司の朗読で2019年3月15日からAudible、2020年12月25日からaudiobook.jpにて発売。

## 映画
- モリー先生との火曜日 - 1999年にアメリカで制作され、ABC放送で放送されたテレビ映画。

### キャスト
| 役名                 | 俳優                     | 日本語吹替   |
| -------------------- | ------------------------ | ------------ |
| モリー・シュワルツ   | ジャック・レモン         | 川辺久造     |
| ミッチ・アルボム     | ハンク・アザリア         | 井上倫宏     |
| ジャニーン・アルボム | ウェンディ・モニツ       | 八十川真由野 |
| シャーロット         | ボニー・バートレット     | 小沢寿美恵   |
| ウォルター           | ジョン・キャロル・リンチ | 山野史人     |

- その他の声の吹き替え：寺内よりえ／大山高男／喜多川拓郎／田原アルノ／小室正幸／丸山真奈実／中博史／斎藤志郎／大川透／宮寺智子／小野健一／谷川俊／大林佳奈子／鈴木佳由／猪野学／桐本琢也／大黒和広／菊池いづみ／丸山純路／沢谷有梨

### 受賞歴
- 2000年度プライムタイム・エミー賞
  - 作品賞 テレビ映画部門（製作総指揮：オプラ・ウィンフリー、ケイト・フォート、スーパーバイジング・プロデューサー：ジェニファー・オグデン）
  - 主演男優賞テレビ映画部門（モリー役：ジャック・レモン）
  - 助演男優賞テレビ映画部門（ミッチ役：ハンク・アザリア）
- 2000年度ファミリー・テレビジョン・アワード（映画賞）
- 2001年度全米脚本家組合賞（脚本：トーマス・リックマン）
- 第5回クリティクス・チョイス・アワード
  - テレビ映画賞[1]

## ラジオドラマ
2007年にNHK-FMで音楽朗読劇という形で放送された。

### キャスト・スタッフ
- モリー・シュワルツ教授：浜畑賢吉
- ミッチ・アルボム：今拓哉
- ジャニーン・アルボム：土居裕子
- ナレーション：杉浦圭子アナウンサー
- 演出：井料拓也
- 音楽監督・ピアノ演奏：小原孝
- 脚色：高橋知伽江

## 舞台
2008年に音楽朗読音楽劇として東京文化会館小ホールで上演された。2010年に再演。2012年には関西（西宮）公演、東京再々演が行われた。

### キャスト・スタッフ
- モリー・シュワルツ教授：光枝明彦
- ミッチ・アルボム：今拓哉、吉原光夫（2012年再演）
- ジャニーン・アルボム：井料瑠美（初演）、土居裕子（再演）
- ピアノ演奏：小原孝
- バイオリン演奏：真部裕
- 演出：井料拓也
- 脚色：高橋知伽江